# Дедукция
Дедукция произлиза от латинската дума deductio (извеждам, продължавам) и във философията означава извеждане на особеното и единичното от общото, както и схващане на единичния случай на базата на един всеобщ закон. В кибернетиката дедукция означава извеждане на сигурни твърдения от други твърдения с помощта на логически заключения. При дедуктивните умозаключения говорим за пренасяне на общото към частното.

## Дедукцията като метод на разсъждение

### В детската психология
Методът се използва в детската психология. При това на база наблюдения върху големи и разнообразни възрастови групи, учените правят изводи за базисните детски нагласи и черпят информация за типичните психологични реакции при типови ситуации. Иначе казано, натрупана, примерно в социални експерименти, статистика, позволява да се напише „азбука“ на поведението. Това им помага да идентифицират строго индивидуалните проблеми на пациентите си и да потърсят подход към тях.

### В педагогиката
В педагогиката се използва за извличане на неинвазивни възпитателни методи, щадящи крехката детска психика.

### В математическата логика
Уточняването на понятията, свързани с дедукцията през XIX и XX век води до преразглеждане на дедукцията и премахване на едностранчивото разбиране за нея като извод от общото към частното. Съвременното понятие за дедукцията е разширено обобщение на тълкуването на Аристотел  за силогическия извод.

### Метод за построяване на научни теории
Когато се използва само дедуктивният извод, се казва, че е използван дедуктивен метод на построяване на научното знание.

## Примери
- 1)

Факт 1: Никоя електрическата крушка не свети без ток.

Факт 2: Няма ток.

Заключение: Електрическата крушка не свети.

- 2)

Факт 1: При всички живи хора сърцето работи.

Факт 2: Сърцето на човека не работи. 

Заключение: Човекът не е жив.

## Приложение
Дедуктивният метод се прилага когато е натрупан и теоретично е изтълкуван емпиричният материал, който трябва да се систематизира. При това трябва по-строго и последователно да се изведат всички следствия от него, като се получава и ново знание – например, като съвкупност от възможните интерпретации на дедуктивно построената теория.

## Обща схема на организиране на дедуктивните системи

### Елементи
1. Изходна база (съвкупност от изходни термини и твърдения);
2. Използвани логически средства (правила на извеждане и определяне);
3. Съвкупност от изводни твърдения (изречения). Получават се от изходната база чрез прилагане на логическите средства.

## Видове дедуктивни системи

### Аксиоматични дедуктивни системи

#### Схема на построяване на дедуктивното заключение при аксиоматичния метод
1. Избира се известно множество от приемани без доказателства изречения на определена теория (аксиоми);
2. Влизащите в тях понятия не се определят явно в рамките на дадената теория;
3. Определят се правила за извеждане и правила на дефиниране на дадената теория, които позволяват да се преминава съответно от едни изречения към други и да се въвеждат нови термини (понятия) в теорията.
4. Всички останали изречения на дадената теория се извеждат от аксиомите (1) въз основа на определените правила (3).

### Конструктивни дедуктивни системи
Дедуктивният метод в този случай се нарича конструктивен (генетически) метод.
Основна задача на този метод е последователно конструиране на разглежданите в системата обекти и на твърденията за тях. За разлика от аксиоматичния метод, при конструктивното построяване на теорията се прави опит за свеждане до минимум на изходните, недоказуеми в рамките на тази теория твърдения и неопределени термини. Полага се специална грижа за съдържателната им очевидност.